# Wieranika Cepkała

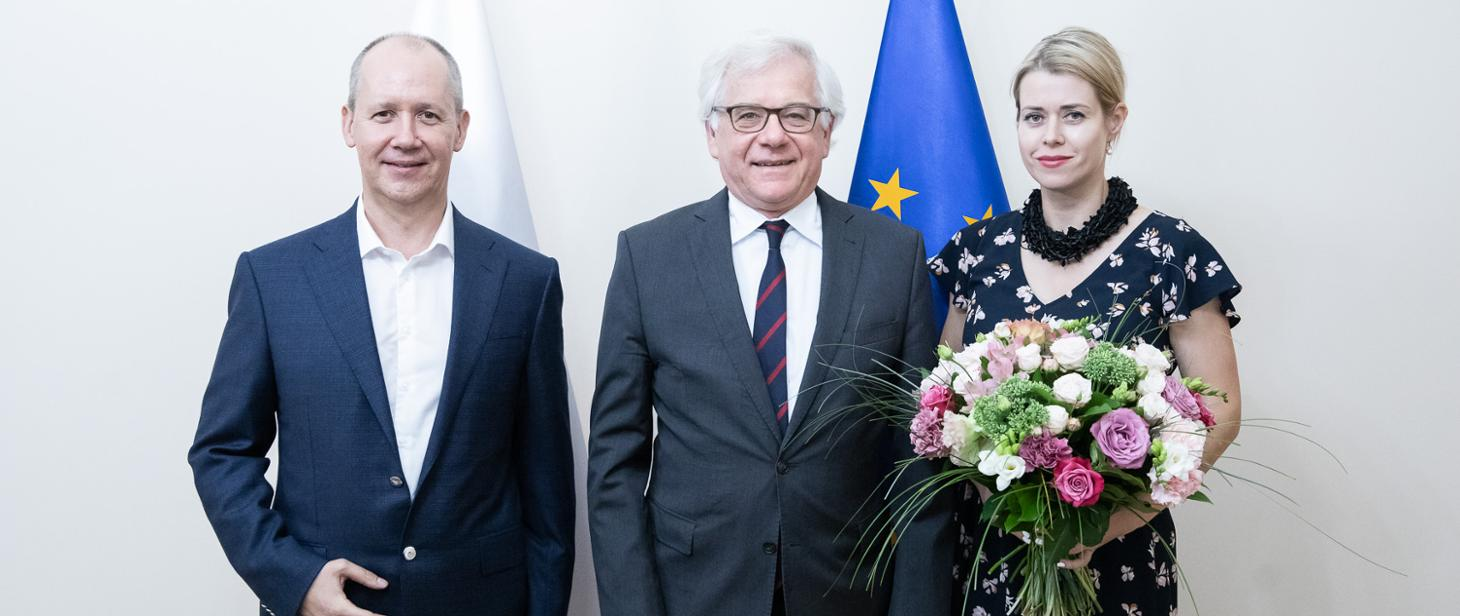
Waleryj Cepkała, Jacek Czaputowicz, Wieranika Cepkała

Wieranika Walerjeuna Cepkała (biał. Вераніка Валер’еўна Цэпкала, ur. 7 września w Mohylewie) – białoruska menedżerka i działaczka polityczna, żona i kierowniczka sztabu Waleryja Cepkały podczas wyborów prezydenckich 9 sierpnia 2020.

## Życiorys
Córka Jewgieni Szesterikowej, dziadek Piotr Szascerykou był cenionym pisarzem, na cześć którego nazwano jedną z ulic w Mohylewie.
W 1998 ukończyła stosunki międzynarodowe na Białoruskim Uniwersytecie Państwowym. Studiowała także biznes i zarządzanie na Białoruskim Państwowym Uniwersytecie Ekonomicznym (2004–2006) oraz w Państwowym Instytucie Małych i Średnich Przedsiębiorstw w Hajdarabadzie (2008).
Zawodowo związana z Microsoftem, gdzie jako menedżerka odpowiada za 12 państw Wspólnoty Niepodległych Państw.

## Działalność polityczna
Kiedy jej mąż Waleryj ogłosił start w wyborach na prezydenta Białorusi w 2020, Weranika aktywnie wspierała go i uczestniczyła w jego kampanii. 14 lipca 2020 państwowa komisja wyborcza odmówiła rejestracji Waleryja. W następnie doszło do zjednoczenia wysiłków alternatywnych kandydatów: Swiatłany Cichanouskiej, Wiktara Babaryki i Walerija Cepkały. Po połączeniu sztabów Weranika zaczęła wychodzić na pierwszy plan, występując na mityngach w imieniu swojego męża, który w obawie o swoje bezpieczeństwo był zmuszony wraz z dziećmi opuścić Białoruś. Wraz z Cichanouską i Marią Kalesnikową w ramach kampanii wyborczej odbyła trasę po miastach Białorusi, na której zgromadziła się rekordowa liczba uczestników. 30 lipca w samym tylko Mińsku zgromadziło się ponad 60 000 osób. Weranika przez czas całej kampanii pozostawała także pod naciskami ze strony władz białoruskich: od wykorzystywania uzyskanych ze szkoły informacji na temat jej dzieci po wezwaniu siostry Weraniki, Natalii Leoniuk, do złożenia zeznań przeciwko Walerijowi. 30 lipca 2020 podczas mityngu Walerija poinformowała także o sfingowaniu sprawy karnej przeciwko jej matce. W przeddzień wyborów w obawie o swoją wolność Walerija Cepkała wyjechała do Rosji; zagłosowała w ambasadzie w Moskwie. Po wyborach, w wyniku podejrzeń popełnienia masowych faszerstw przy ustalaniu ich wyniku, wezwała do uznania Cichanouskiej za zwyciężczynię.
W 2024 roku białoruski sąd skazał ją zaocznie na 12 lat  
pozbawienia wolności.